# Zygonyx hova
Zygonyx hova – gatunek ważki z rodziny ważkowatych (Libellulidae).